# 愛知県道415号野田白谷神戸線
愛知県道415号野田白谷神戸線（あいちけんどう415ごう のだしろやかんべせん）は、愛知県渥美郡田原町（現：田原市）内を通る元一般県道である。現在は愛知県道2号豊橋渥美線と愛知県道28号田原赤羽根線の2つの主要地方道に分割して県道指定されている。

## 概要

### 路線データ
- 起点：愛知県渥美郡田原町野田（現：田原市野田町）
- 終点：愛知県渥美郡田原町神戸（現：田原市神戸町）

## 沿革
- 1994年（平成6年）4月1日 愛知県道2号豊橋渥美線と愛知県道28号田原赤羽根線に分割して変更、主要地方道に昇格。

## 地理

### 通過する自治体
- 愛知県
  - 渥美郡田原町（現：田原市）

### 接続する道路
- 国道259号（馬草口交差点）
- 旧愛知県道412号豊橋田原線（童浦小学校南交差点・大坪交差点間） 重複区間
- 愛知県道399号蔵王山線（蔵王山口交差点）
- 国道259号（旧道（田原街道）：大坪交差点）

### 沿線・周辺
- 馬草港
- 仁崎海水浴場
- 白谷海浜公園
- 田原港
- 田原町立童浦小学校
- 吉胡貝塚
- ジャスコ（現イオン）田原店